# ناحیه دانبار، شهرستان فاریبولت، مینه سوتا
ناحیه دانبار (به انگلیسی: Dunbar Township) یک منطقهٔ مسکونی در ایالات متحده آمریکا است که در شهرستان فریبلت، مینه‌سوتا واقع شده‌است.
 ناحیه دانبار ۹۳٫۰ کیلومتر مربع مساحت و ۳۱۲ نفر جمعیت دارد و ۳۴۴ متر بالاتر از سطح دریا واقع شده‌است.